# Angarekanahalli, Chik Ballapur
Angarekanahalli là một làng thuộc tehsil Chik Ballapur, huyện Kolar, bang Karnataka, Ấn Độ.